# Sort rotte
Sort rotte (latin: Rattus rattus) er en gnaver, der også kendt som skibsrotte, husrotte, "pestrotte". Denne art var den oprindelige i Europa. Den er betydeligt mere specialiseret end den brune rotte, og den foretrækker en føde, der består af korn og kornprodukter. Den brune rotte, der kom hertil fra Indien med skibsfarten, er derimod opportunist og kan leve af nærmest alt, så den har næsten fortrængt den sorte rotte. Sammenlignet med den brune rotte er den sorte rotte dårligere til at svømme, men mere adræt og klatrer bedre, hvilket giver den mulighed for at flygte opad.
På trods af sit navn findes den i flere forskellige farver. Den er oftest sort til lys brun med en lysere bug. En typisk rotte vil være omkring 15-20 cm lang med yderligere 20 cm hale. I et optimalt miljø vil den føde unger hele året i kuld på 6 til 10 unger. Rotten kan blive omkring 2-3 år gammel. Den sorte rotte kan danne sociale grupper på op til 60 individer.